# Weidachbach (Volkach)
Der Weidachbach (auch Amtlingsbach, Weidach, Seebach) ist ein etwa 16 Kilometer langer, linker Zufluss der Volkach in Obervolkach in Unterfranken. Entlang des Bachs bestanden mehrere Mühlenbetriebe.

## Name
Der Name Weidach geht wohl bereits auf die germanische Bevölkerung des Steigerwaldvorlandes zurück. Das Suffix -ach verweist auf den Status als Fließgewässer und stammt von der indogermanischen Silbe aha, die fließendes Wasser beschreibt. Das Präfix Weid- dient der Unterscheidung des Gewässers von benachbarten Flüssen und Bächen wie der Volkach oder der Gaibach. Das Wort verweist wohl auf den entlang des Baches etablierten Fischfang, der mit Weidengerätschaften betrieben wurde. Eventuell geht er auch direkt auf den Weidenbestand entlang des Baches zurück.

## Geographie

### Verlauf
Der Weidachbach entspringt unter dem Namen Seebach im Nordosten der Gemarkung Mutzenroth auf dem Gebiet der Gemeinde Oberschwarzach im Landkreis Schweinfurt. Zunächst wendet sich der Seebach nach Süden. Vor dem Erreichen der Staatsstraße 2272 fließt bereits ein unbenannter Bach von links in den Seebach. Von Nordosten kommend erreicht der Seebach im Folgenden den Oberschwarzacher Gemeindeteil Düttingsfeld. Der Bach fließt nördlich des Dorfes vorbei und wendet sich dann in Richtung Westen. 
Mit dem Erreichen des Lülsfelder Gemeindegebietes wird der Bach vermehrt Weidach genannt. In der Gemarkung Lülsfeld-Schallfeld fließt ein weiterer, unbenannter Bach von Norden kommend in die Weidach. Nach der Durchquerung von Schallfeld wendet sich die Weidach nach Norden. Der Bach wird von, mehreren, kleineren Gräben, unter anderem dem Nützelbach, verstärkt, südlich der bebauten Fläche an Gerolzhofen vorbeigeführt. Als Amtlingsbach erreicht das Gewässer von Nordosten kommend Frankenwinheim, wo er unter der Staatsstraße 2274 hindurchgeführt wird. In Frankenwinheim fließt auch von links der Lülsbach als bedeutendster Zufluss in den Bach.
Nach der Weinbergsmühle erreicht die Weidach das Gebiet des Volkacher Gemeindeteils Krautheim und damit den Landkreis Kitzingen. Er fließt nördlich des Dorfes und wird hier stellenweise von der Staatsstraße 2274 begleitet. Der Weidach formte ein Tal aus und überwindet südwestlich von Krautheim den Anstieg zum Volkacher Sattel in mehreren Windungen. Kurz vor dem Erreichen der bebauten Fläche von Volkach-Obervolkach fließt auch der Rimbach der Weidach zu. In den Volkacher Flächeneinheiten setzte sich der Name Weidachbach für das Gewässer durch. Der Weidachbach fließt neuerlich unter der Staatsstraße 2274 durch und erreicht im nördlichen Obervolkach die Volkach.

### Zuflüsse
| Name     | GKZ  | Länge [km] | EZG [km²] | Zuflussrichtung | Mündungsort    |
| -------- | ---- | ---------- | --------- | --------------- | -------------- |
| Lülsbach | ohne | ca. 02,46  | unklar    | links           | Frankenwinheim |
| Rimbach  | ohne | ca. 03,58  | unklar    | links           | Obervolkach    |

## Mühlen
Insgesamt waren vier Mühlenbetriebe am Weidachbach und seinen Zuflüssen ansässig, wobei die südlich gelegene Lülsbachmühle den gleichnamigen Zufluss säumte. Anders als entlang der breiteren Volkach differenzierten sich die Mühlen am Weidachbach nicht aus. Sie waren lediglich als Getreidemühlen für die jeweiligen Orte zuständig und stellten Mehl her. Zwei Mühlen, die Weinbergs- und die Wenzelsmühle, sind heute noch als eigenständige Gemeindeteile im Bewusstsein der Bevölkerung vorhanden. Alle Anlagen wurden bis zum 20. Jahrhundert stillgelegt.